# Confinamento dei quark

La forza di colore favorisce il confinamento perché diventa energeticamente più favorevole produrre una coppia quark-antiquark che continuare ad allungare il tubo del flusso di colore.

In cromodinamica quantistica, il confinamento di colore (o confinamento dei quark) è il fenomeno fisico per cui le particelle con carica di colore, come i quark e i gluoni, non possono essere isolati e pertanto non sono osservabili singolarmente.
I quark sono confinati dall'interazione forte negli adroni, formati da un loro tripletto (barioni) o da una coppia quark-antiquark (mesoni) in modo che la carica di colore netta sia neutra. Il confinamento si basa sul fatto che la forza dell'interazione aumenta con la distanza.

## Descrizione fenomenologica

Una animazione del confinamento di colore. Se ai quark viene fornita energia, l'"elastico" del gluone la accumula estendendosi, finché "si spezza" e forma una coppia quark-antiquark.

Le ragioni del confinamento sono in qualche modo complicate; non c'è nessuna dimostrazione analitica che la cromodinamica quantistica debba essere confinante, ma intuitivamente il confinamento è dovuto al fatto che i gluoni intermediari dell'interazione hanno carica di colore. Quando due particelle cariche elettricamente vengono separate, il campo elettromagnetico fra loro diminuisce rapidamente, permettendo agli elettroni di essere slegati dai nuclei. Invece, quando si separano due quark, il campo dei gluoni forma stretti tubi (o stringhe) cromodinamici di carica di colore, che tendono a riportare assieme i quark, come fossero una striscia di gomma elastica. Quindi la forza subita dal quark rimane costante indipendentemente dalla distanza dall'altro quark. Dal momento che l'energia è funzione della forza per la distanza, l'energia totale aumenta linearmente con la distanza.
Quando due quark vengono separati, come succede nelle collisioni negli acceleratori di particelle, a un certo punto è energeticamente più vantaggiosa la produzione di una coppia quark/antiquark dal vuoto che permettere ai quark di separarsi ulteriormente. Di conseguenza, quando i quark vengono prodotti negli acceleratori di particelle, invece di vedere i singoli quark nei rivelatori, gli scienziati vedono "getti" di varie particelle neutre dal punto di vista della carica di colore (mesoni e barioni) raggruppate insieme. Questo processo è chiamato adronizzazione, frammentazione o rottura di stringa, ed è uno dei processi meno compresi della fisica delle particelle.
La fase di confinamento è generalmente definita dal comportamento dell'azione sull'anello di Wilson, che è semplicemente il percorso tracciato nello spaziotempo da una coppia quark/antiquark creatasi in un punto e annichilitasi in un altro punto. In una teoria non confinante, l'azione su un anello di questo tipo è proporzionale al suo perimetro. Ma in una teoria confinante l'azione sull'anello è invece proporzionale alla sua area. Dal momento che l'area sarebbe proporzionale alla distanza fra il quark e l'antiquark, i quark liberi sono soppressi. I mesoni sono permessi in una situazione simile, dal momento che un anello contenente un altro anello in direzione opposta avrà solo una piccola area fra i due anelli.
Oltre alla cromodinamica quantistica in 4D, un altro modello che esibisce la proprietà di confinamento è il modello di Schwinger.
Anche le teorie abeliane compatte di gauge esibiscono confinamento in 2 e 3 dimensioni spaziotemporali.